# فرودگاه بین‌المللی میرتل بیچ
فرودگاه بین‌المللی میرتل بیچ (به انگلیسی: Myrtle Beach International Airport) یک فرودگاه همگانی بهره‌برداری هوایی با کد یاتا MYR است که یک باند فرود آسفالت و بتن دارد و طول باند آن ۲۸۹۷ متر است. این فرودگاه در کشور ایالات متحده آمریکا قرار دارد و در ارتفاع ۸ متری از سطح دریا واقع شده‌است.

## شرکت‌های هواپیمایی و مقصدهای پروازی

### مسافری
| شرکت‌های هواپیمایی | مقصدهای پروازی |
| ----------------- | --- |
| الیجنت ایر        | فصلی: لی والی، میدامریکا سنت لوئیس، سینسیناتی/کنتاکی شمالی، ریکن‌بیکر، نورث سنترال در ویرجینیای غربی، کلیولند هاپکینز، دیتون، فورت وین، ایندیانا، هریسبرگ، تری-استیت، ایندیاناپلیس، بلوگرس، استیوارت، پیتسبورگ، پورتسموث ات پیس، سیراکیوز هنکاک، تولدو اکسپرس، محلی یانگ‌استون-وارن |
| امریکن ایرلاینز   | شارلوت داگلاس |
| امریکن ایگل       | شارلوت داگلاس، فیلادلفیا فصلی: لاگواردیا، ملی رونالد ریگان واشینگتن |
| دلتا ایرلاینز     | هارتسفیلد-جکسون آتلانتا فصلی: متروپولیتن شهرستان وین دیترویت |
| دلتا کانکشن       | هارتسفیلد-جکسون آتلانتا فصلی: لوگان، متروپولیتن شهرستان وین دیترویت، لاگواردیا |
| پورتر ایرلاینز    | فصلی: شهری بیلی بیشاپ تورنتو |
| Spirit Airlines   | اتلنتیک سیتی، لوگان، فورت لادردیل–هالیوود، لیبرتی نیوآرک، لاگواردیا فصلی: اکران، ثرگود مارشال بالتیمور واشینگتن، ایگر، اوهر شیکاگو، کلیولند هاپکینز، دالاس-فورت ورث، متروپولیتن شهرستان وین دیترویت، بردلی، منطقه‌ای آرنولد پالمر، نیاگارا فالز، فیلادلفیا، پیتسبورگ، پلتسبورگ     |
| یونایتد ایرلاینز  | فصلی: اوهر شیکاگو، لیبرتی نیوآرک |
| یونایتد اکسپرس    | فصلی: اوهر شیکاگو، لیبرتی نیوآرک |
| WestJet Encore    | فصلی: پیرسون تورنتو |

### باری
| شرکت‌های هواپیمایی                            | مقصدهای پروازی |
| -------------------------------------------- | -------------- |
| فدکس اکسپرس اجرا توسط مانتین ایر کارگو       | شهرستان کلمبیا |
| یوپی‌اس ایرلاینز اجرا توسط Air Cargo Carriers | شهرستان کلمبیا |